# Edmonds
Edmonds és una població dels Estats Units a l'estat de Washington. Segons el cens del July 1, 2009 tenia 40.773 habitants.

## Demografia
Segons el cens del 2000, Edmonds tenia 39.515 habitants, 16.904 habitatges, i 10.818 famílies. La densitat de població era de 1.714,3 habitants per km².
Dels 16.904 habitatges en un 26,1% hi vivien nens de menys de 18 anys, en un 52% hi vivien parelles casades, en un 8,7% dones solteres, i en un 36% no eren unitats familiars. En el 29% dels habitatges hi vivien persones soles el 10,1% de les quals corresponia a persones de 65 anys o més que vivien soles. El nombre mitjà de persones vivint en cada habitatge era de 2,32 i el nombre mitjà de persones que vivien en cada família era de 2,85.
Per edats la població es repartia de la següent manera: un 20,6% tenia menys de 18 anys, un 7% entre 18 i 24, un 27,4% entre 25 i 44, un 28,3% de 45 a 60 i un 16,6% 65 anys o més.
L'edat mediana era de 42 anys. Per cada 100 dones de 18 o més anys hi havia 86,3 homes.
La renda mediana per habitatge era de 53.522 $ i la renda mediana per família de 66.126 $. Els homes tenien una renda mediana de 46.226 $ mentre que les dones 33.863 $. La renda per capita de la població era de 30.076 $. Aproximadament el 2,6% de les famílies i el 4,6% de la població estaven per davall del llindar de pobresa.

## Poblacions més properes
El següent diagrama mostra les poblacions més properes.